# Nikolaus Stanec

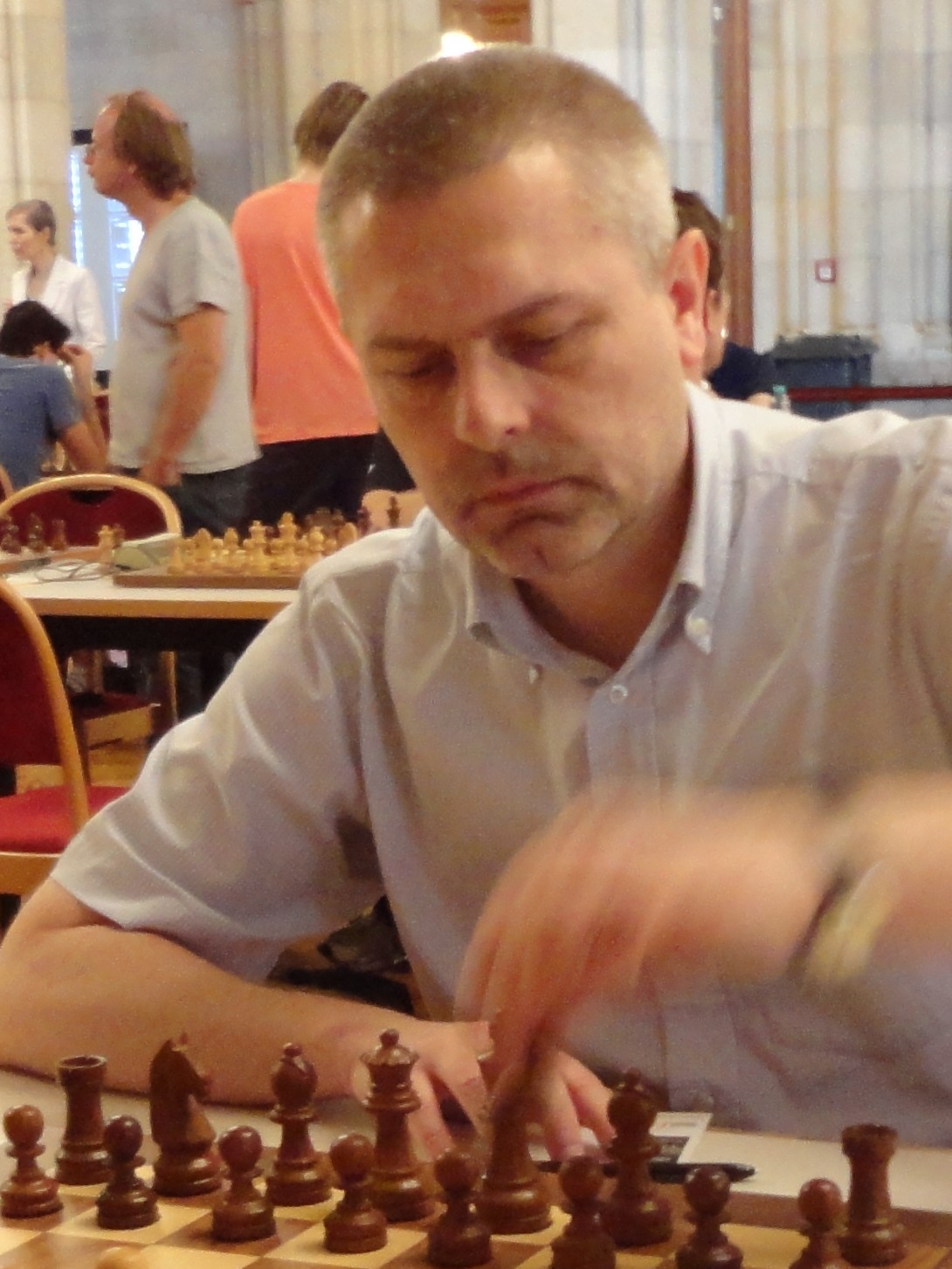
Nikolaus Stanec, Wenen 2015

Nikolaus Stanec (29 april 1968) is een Oostenrijkse schaker. Hij is, sinds 2003, een grootmeester.
Nikolaus Stanec leerde schaken als vijfjarige van zijn vader. Op achtjarige leeftijd werd hij lid van een schaakclub en beoefende het schaken intensief tot zijn 14e levensjaar, hij onderbrak dat tijdens zijn gymnasiumperiode. Daarna begon hij aan de universiteit de studies psychologie en scheikunde. Na korte tijd brak hij dit af om zich te concentreren op zijn schaakcarrière.

## Resultaten
In 1991 verkreeg hij, inmiddels professioneel schaker, de titel Internationaal Meester (IM).
Hij speelde met het Oostenrijkse nationale team in de Schaakolympiades van 1994 en 1996 en in de Europese kampioenschappen voor landenteams in 1997 (in Pula) en in 2009.
In de periode 1995–2005 won hij 10 maal het schaakkampioenschap van Oostenrijk (alle genoemde jaren behalve 2001); in 2005 werd het toernooi om het kampioenschap van Oostenrijk gespeeld in Gmunden; Stanec won met 7.5 punt uit 11 ronden.
In 1997 en 1999 won hij het Oostenrijk Open; in 1999, 2001, 2002 en 2003 won hij het Donau Open in Wenen. In 2003 won hij een toernooi in Ansfelden. De normen voor de hem in november 2003 door de FIDE verleende grootmeestertitel behaalde hij bij de Europese Wereldbeker in 2000 in Neum, in september 2002 bij een grootmeestertoernooi in St. Pölten en bij het Wenen Open in augustus 2003.

## Schaakclubs
Stanec speelde in de Oostenrijkse hoofdklasse (1e Bundesliga) van 1990 tot 1995 voor SK Margareten, waarmee hij in 1993, 1994 en 1995 kampioen werd. Met deze vereniging nam hij in 1995 deel aan het toernooi om de Europese Clubbeker. Van 1995 tot 2002 speelde hij voor SK Merkur Graz, waarmee hij in 1996, 1997, 1998, 2000, 2001 en 2002 kampioen werd en waarmee hij vijf keer deelnam aan het toernooi om de Europese Clubbeker. Van 2003 tot 2007 speelde hij voor Union Ansfelden, waarmee hij in 2005 en 2007 kampioen werd en in 2005 deelnam aan het toernooi om de Europese Clubbeker.